# 夏里臣·達·施華·尼爾
哈里森·達·施華·尼爾，（葡萄牙語：Harison da Silva Nery，1980年1月2日），巴西职业足球运动员，现在效力于巴西足球丙级联赛球队格雷米奥巴鲁埃里。
2010年3月1日，哈里森轉到中國加盟成都謝菲聯。
2011年，哈里森选择加盟中國的另一支球队深圳凤凰，其后凤凰队因财转让被迁往广州，球队易名为广州富力后原凤凰队中的外援只有哈里森和日夫科维奇継续在球队効力。

## 連結
- （英文） sambafoot.com profile
- （葡萄牙文） zerozero.pt profile Archive.today的存檔，存档日期2014-08-19
- （葡萄牙文） Profile at Goiás